# Konmar

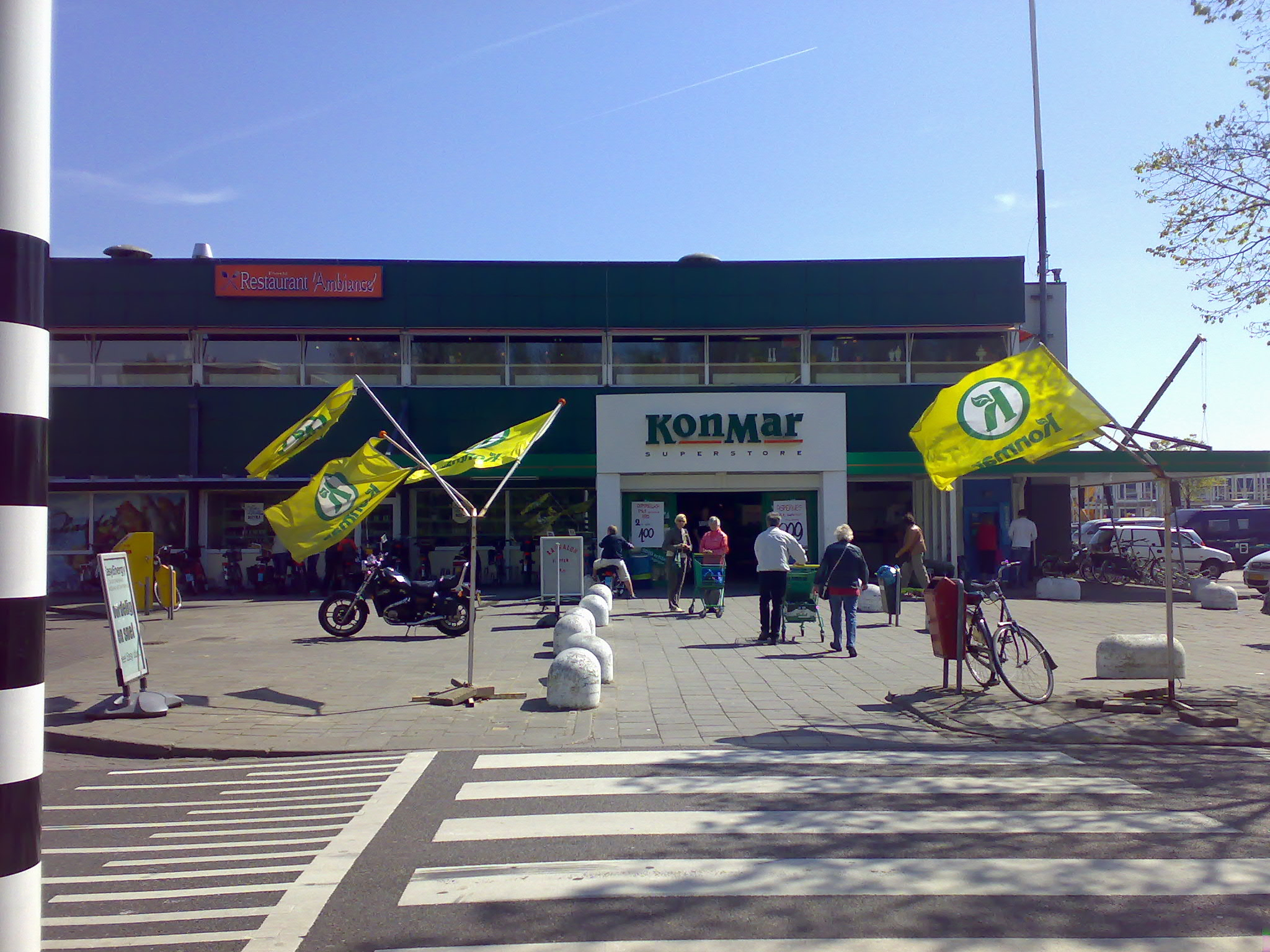
Konmar-vestiging in Katwijk

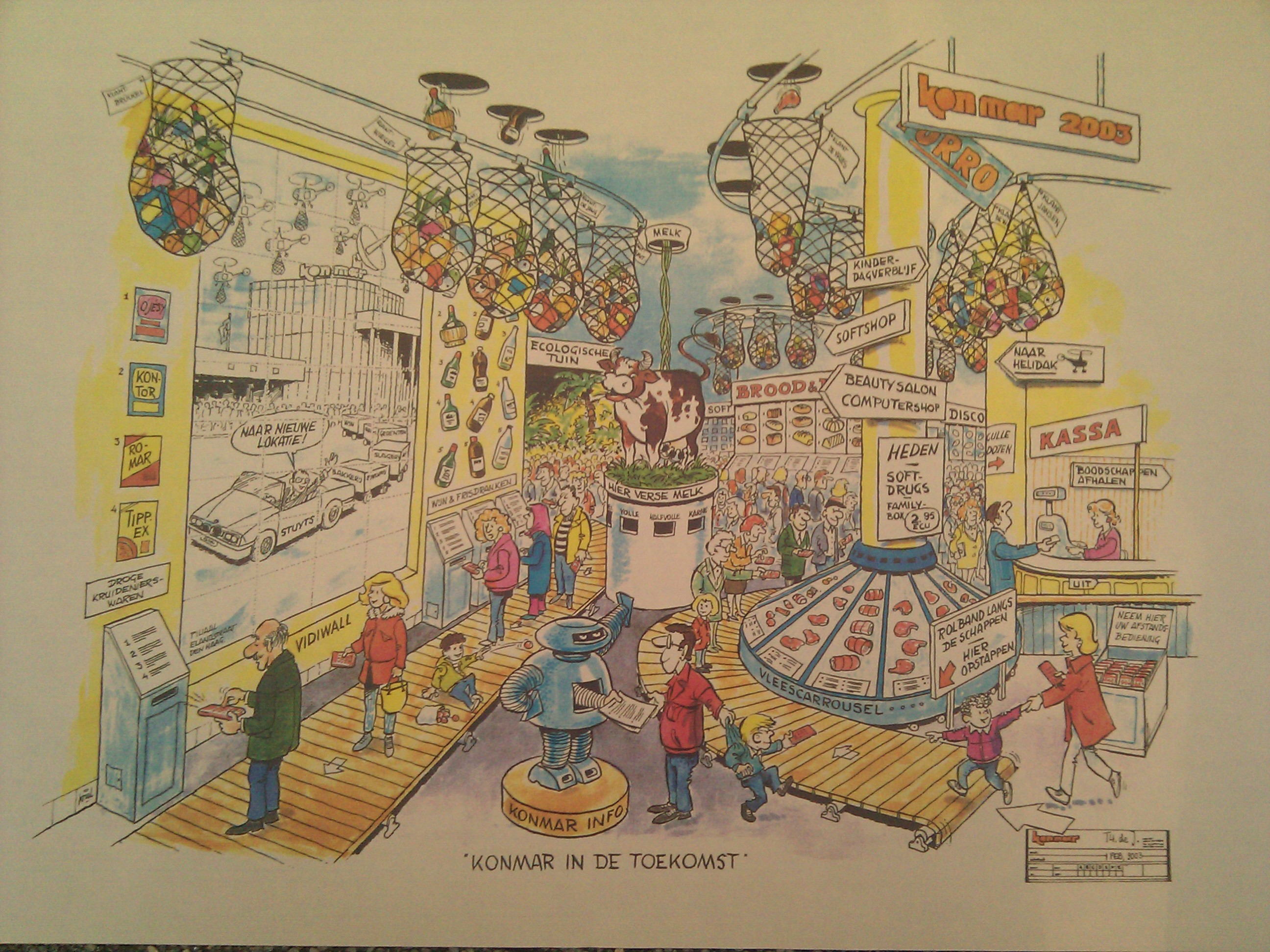
Ongedateerde prent over 'Konmar in de toekomst', in dit geval 2003.

Konmar was een Nederlandse supermarktketen die tussen 1968 en 2008 bestond. De keten werd opgericht door Henk van der Straaten en Jacques Koster. De naam was een afkorting van KonsumentenMarkt.

## De oprichting
Bakkerszoon Henk van der Straaten begon zijn carrière als marktkoopman toen hij 21 was. Zijn eerste handelswaar was snoep, dat hij vanuit zijn bakfiets verkocht. Hij werd actief op de Haagse markt aan de Herman Costerstraat, waar hij als eerste een zelfbedieningskraam opende. Na tien jaar besloot Van der Straaten zijn marktkraam te verruilen voor een winkelpand, en begon hij Supermarkt Van der Straaten.
In 1966 ontmoette Van der Straaten kruidenier Jacques Koster. Deze had sinds 1956 al een goed lopend winkeltje in comestibles (fijne eetwaren) en was in 1963 met succes een supermarkt begonnen aan het Ursulaland in de Haagse wijk Mariahoeve. In 1968 besloten de 35-jarige Van der Straaten en Koster samen een nieuwe supermarkt op te richten in een oude fabriekshal aan de Waldorpstraat. in de wijk Laakhavens.
De nieuwe winkel werd Konmar gedoopt. De producten werden direct ingekocht bij de fabrieken, waardoor de producten tegen een lage prijs verkocht konden worden. Bovendien was de supermarkt flink groter dan de reeds bestaande supermarkten, en herbergde hij ook een drogisterij, slagerij, vers-broodafdeling, en slijterij. Het bleek een gouden formule, en Konmar groeide binnen enkele jaren uit tot een van de succesvolste prijsvechters van Den Haag.
Halverwege de jaren zeventig stagneerde de groei enigszins, doordat het moeilijk werd om aan winkelpanden te komen die groot genoeg waren voor de Konmarformule. De oprichters kwamen in contact met Vendex International dat over dit soort panden beschikte. In 1977 verkochten de twee oprichters hun onderneming aan Vendex International waar Henk van der Straaten nog tot 1990 als directeur van Konmar in dienst bleef.

## Vendex International
Na de overname door Vendex groeide het aantal winkels sterk. Ook buiten Den Haag werden nu Konmars geopend; in Delft, Voorburg, Rotterdam, Zoetermeer, Katwijk, Maassluis en Zwijndrecht. Konmar werd vervolgens geïntegreerd in de Vendex Food Groep die in 1998 met De Boer/Unigro verder ging als Laurus.

## Laurus
Begin 2000 begon Laurus met de ombouw van veel van haar supermarkten tot de Konmar-formule. Supermarkten als Super de Boer, Groenwoudt, Nieuwe Weme en Edah werden Konmar; een service-supermarkt zoals Albert Heijn. Deze poging de strijd om de marktleiderspositie aan te gaan met Albert Heijn werd een mislukking. Door mismanagement en door het wegblijven van klanten - veroorzaakt door de forse prijsstijgingen - raakte Laurus op de rand van een faillissement. Overnamepogingen liepen meermalen op niets uit. Uiteindelijk werd Laurus financieel geholpen door het Franse Casino, dat een groot belang in aandelen nam. Hierna begon het ombouwen van de supermarkten opnieuw. De kleinere Konmars werden weer verbouwd tot supermarkten van Super de Boer of Edah. Er bleven nog ongeveer 40 Konmar Superstores over.
Toen in oktober 2003 een prijzenoorlog uitbrak, daalden de omzetten bij Konmar wederom drastisch. Er kwam een herpositionering waarbij het prijspeil drastisch naar beneden werd bijgesteld. De slagzin veranderde ook: "De lekkerste supermarkt is nu ook een van de goedkoopste". Ook deze koerswijziging bracht niet het gewenste resultaat, waarna een compleet nieuwe formule werd ontwikkeld. Als proef werd op 20 april 2005 de eerste "Lekker & Laag Superstore" geopend. Al snel volgden nog drie (pilot)winkels. Bij gebleken succes zouden ook de resterende Konmars worden omgebouwd naar deze formule.
Op 31 januari 2006 werd echter bekend dat Laurus, onder druk van zijn banken, de formules Edah en Konmar moest verkopen. De Edah-supermarkten werden verkocht aan Sligro en Sperwer. Van de Konmar-winkels gingen er 6 naar C1000, 12 naar Jumbo, 29 naar Albert Heijn en 1 naar Hoogvliet. Laurus hield alleen de Super de Boer-winkels over.
Op 11 mei 2007 werd in Katwijk de laatste Konmar gesloten. De Konmar in de Haaglanden MegaStores kon niet worden verkocht. Een tijd heeft deze winkel nog de naam Konmar gevoerd, maar wel met bepaalde kenmerken van Super de Boer, zoals de kleding van het personeel, de aanbiedingen en de acties. In december 2008 is deze winkel ten slotte omgebouwd naar de Super de Boer-formule.